# Malcolm Island, British Columbia
Malcolm Island är en ö i Kanada.   Den ligger i Regional District of Mount Waddington och provinsen British Columbia, i den sydvästra delen av landet, 3 800 km väster om huvudstaden Ottawa. Arean är 83 kvadratkilometer.
Terrängen på Malcolm Island är platt. Öns högsta punkt är 153 meter över havet. Den sträcker sig 6,3 kilometer i nord-sydlig riktning, och 24,0 kilometer i öst-västlig riktning.